# Volkswagen Polo
Pour les articles homonymes, voir polo (homonymie).
La Volkswagen Polo est une automobile, de la gamme des polyvalentes, de la marque allemande Volkswagen depuis 1975. Elle est vendue en Europe et sur d'autres marchés du monde en variantes à hayon, berline et break tout au long de sa production.

## Histoire
Depuis 1975, six générations distinctes de la Polo ont été produites, généralement identifiées par un numéro de « Série » ou de « Marque »:
- Volkswagen Polo I
- Volkswagen Polo II
- Volkswagen Polo III
- Volkswagen Polo IV
- Volkswagen Polo V
- Volkswagen Polo VI

Certaines générations ont été rénovées à mi-chemin de la production, les versions mises à jour étant connues officieusement par l'ajout de la lettre F au numéro de marque, par exemple Mk2F. Certains membres de la presse automobile et certains passionnés considèrent les liftings comme des modèles distincts et ont donc utilisé les désignations non officielles Polo Mk1 à Mk7 pour les générations précédentes. Chaque modèle Polo est également identifié par un numéro de type du groupe Volkswagen à deux ou trois caractères . L'histoire officielle de VW Polo décrit les marques I à Mark IV en utilisant soit des chiffres romains soit des chiffres arabes , avec des variantes rénovées connues sous le nom de modèles « Phase II ». 

## Galerie

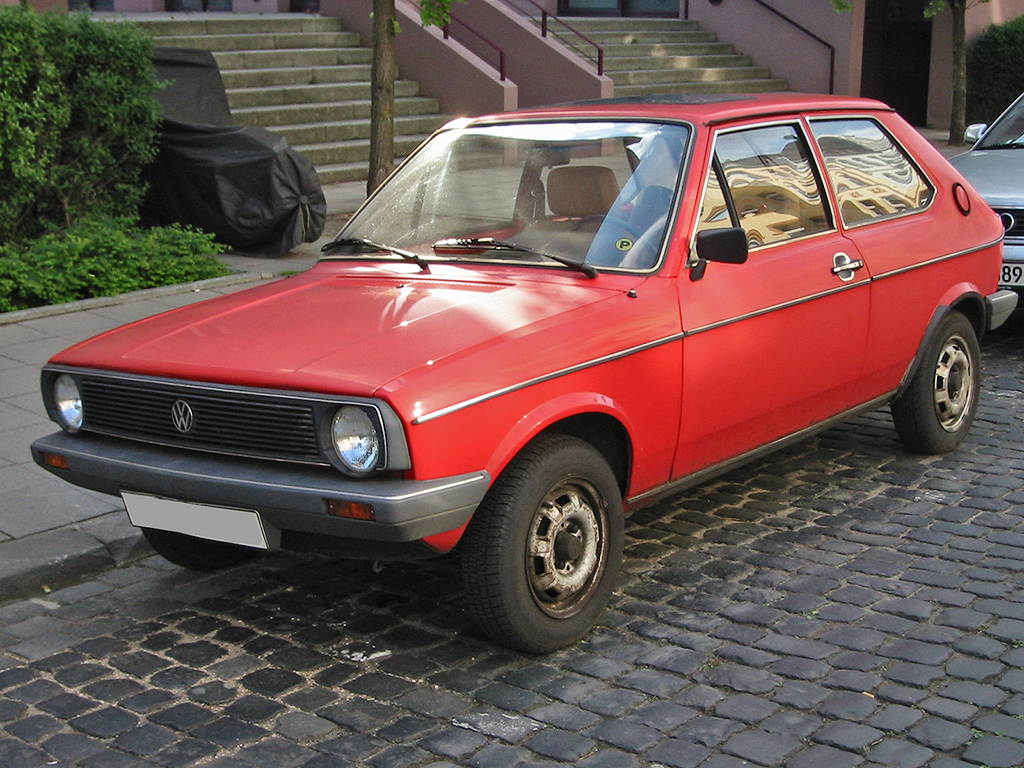
Polo I (86), 1975 - 1981.
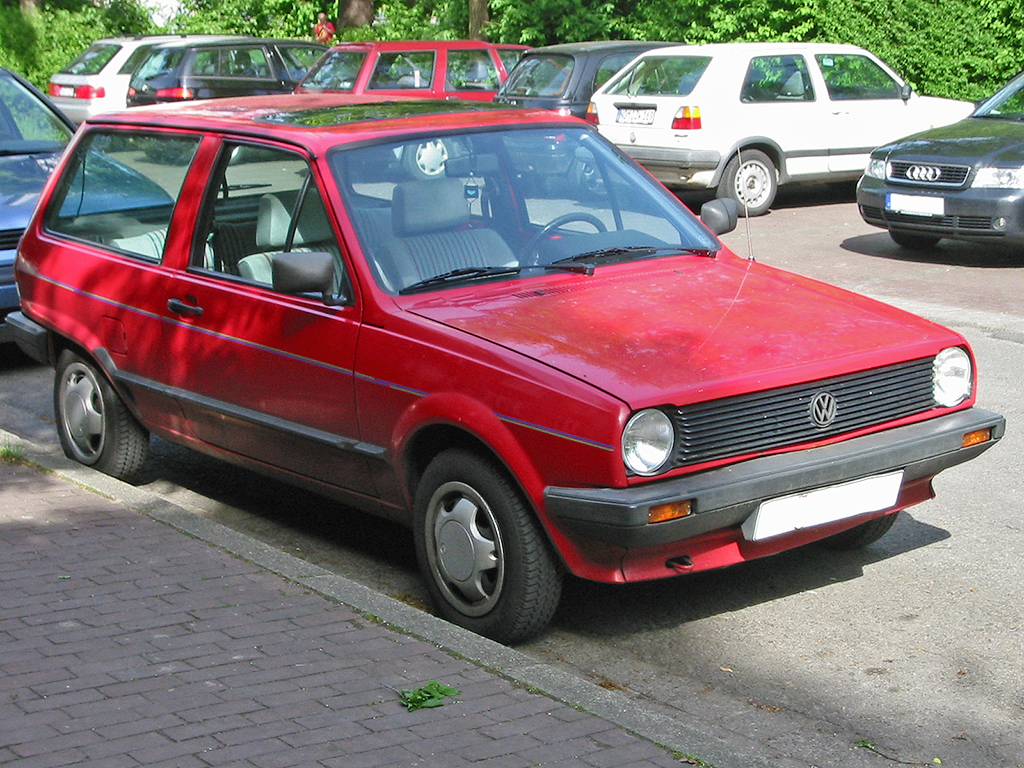
Polo II (86C), 1981 - 1990.
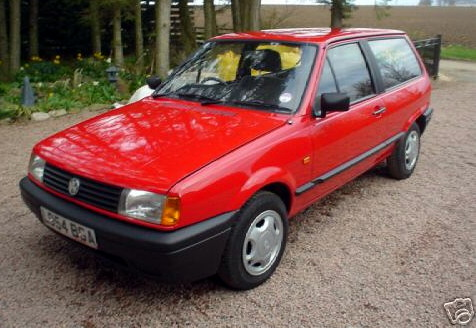
Polo II restylée (2F), 1990 - 1994.
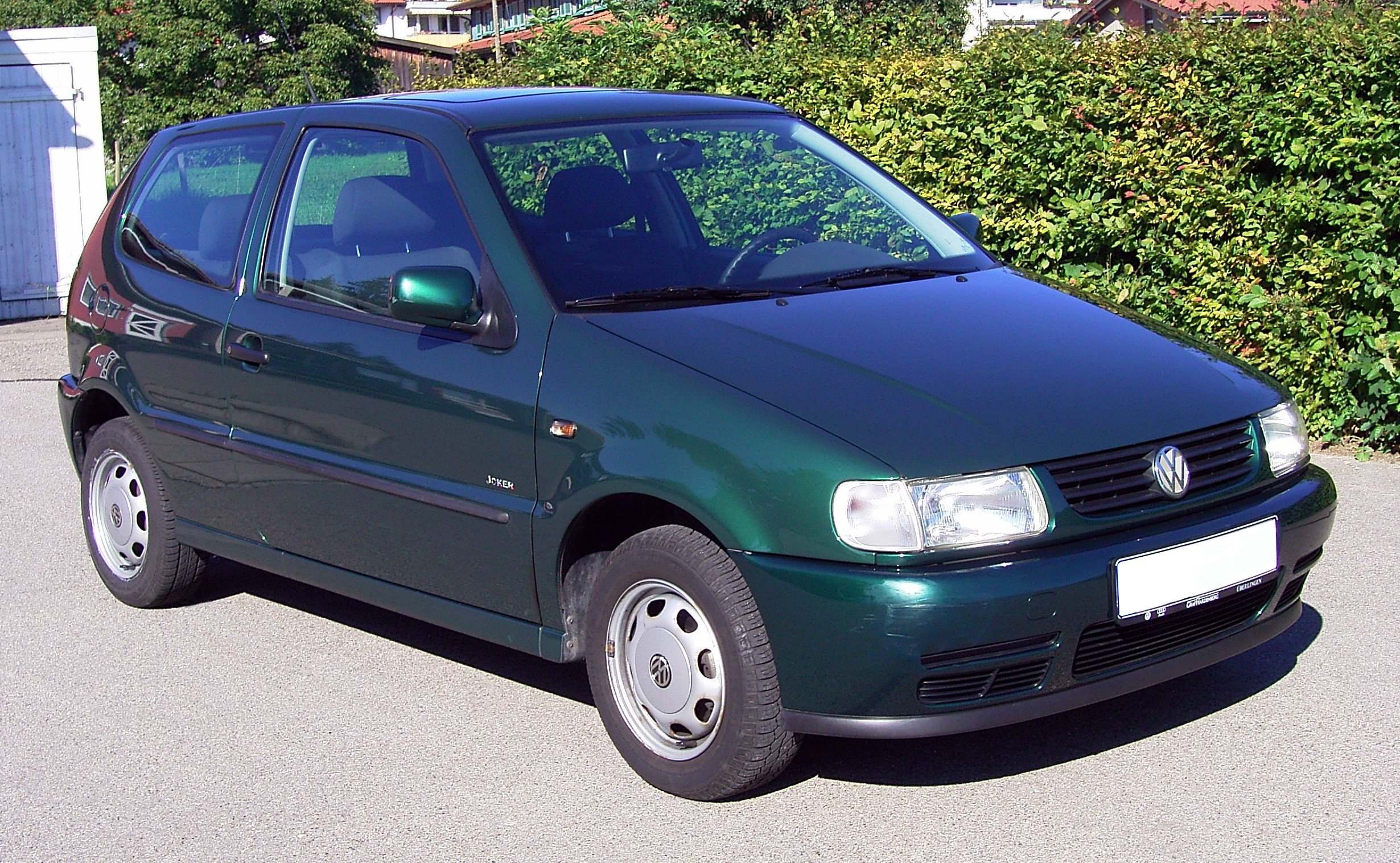
Polo III (6N), 1994 - 1999.
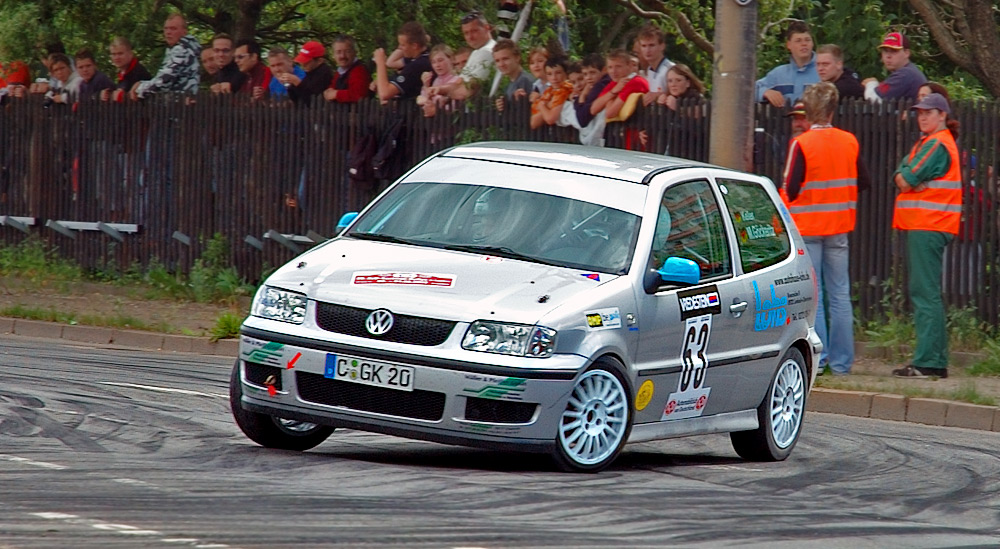
Polo III restylée (6N2), 1999 - 2001.
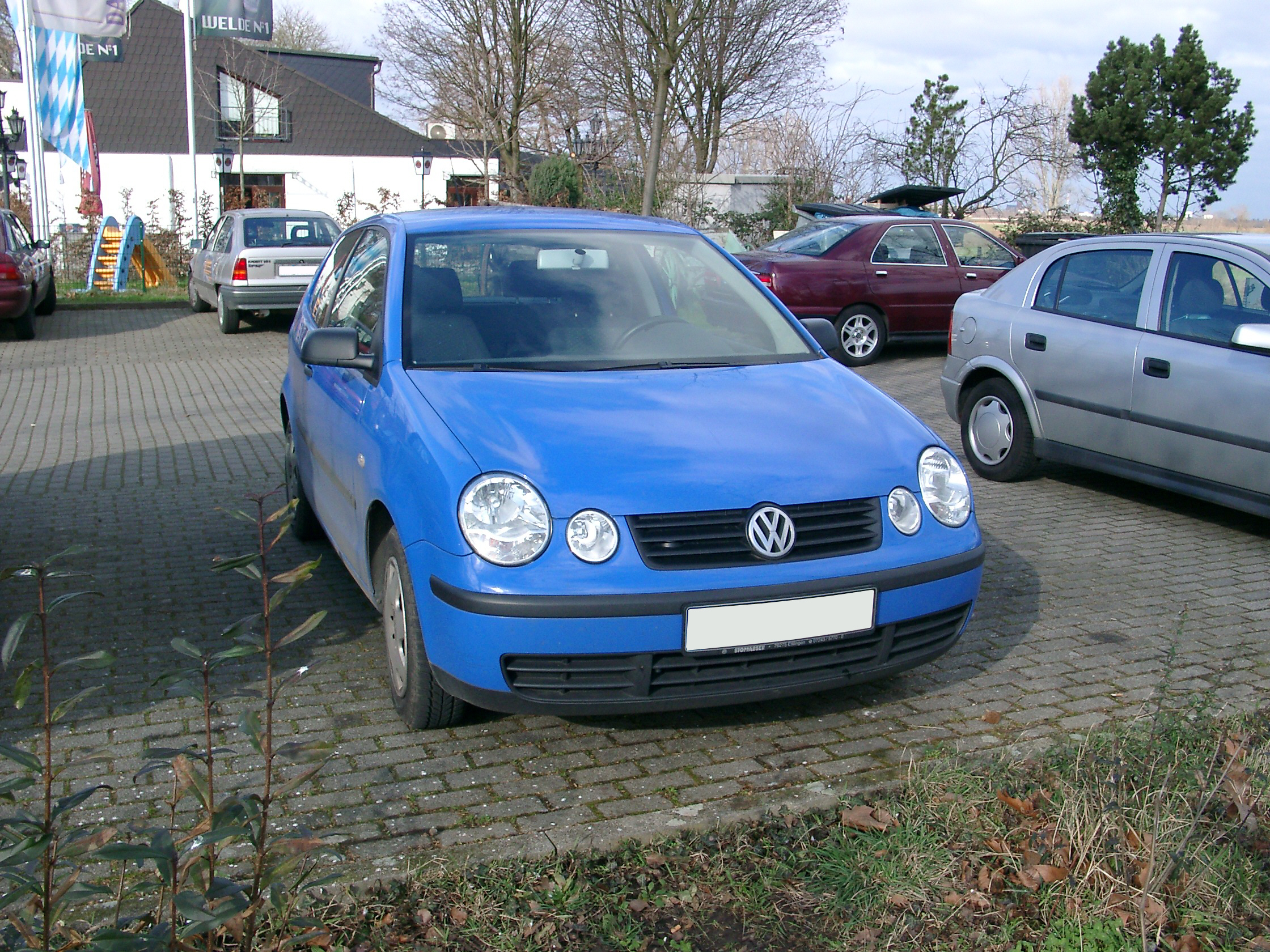
Polo IV (9N), 2001 - 2005.
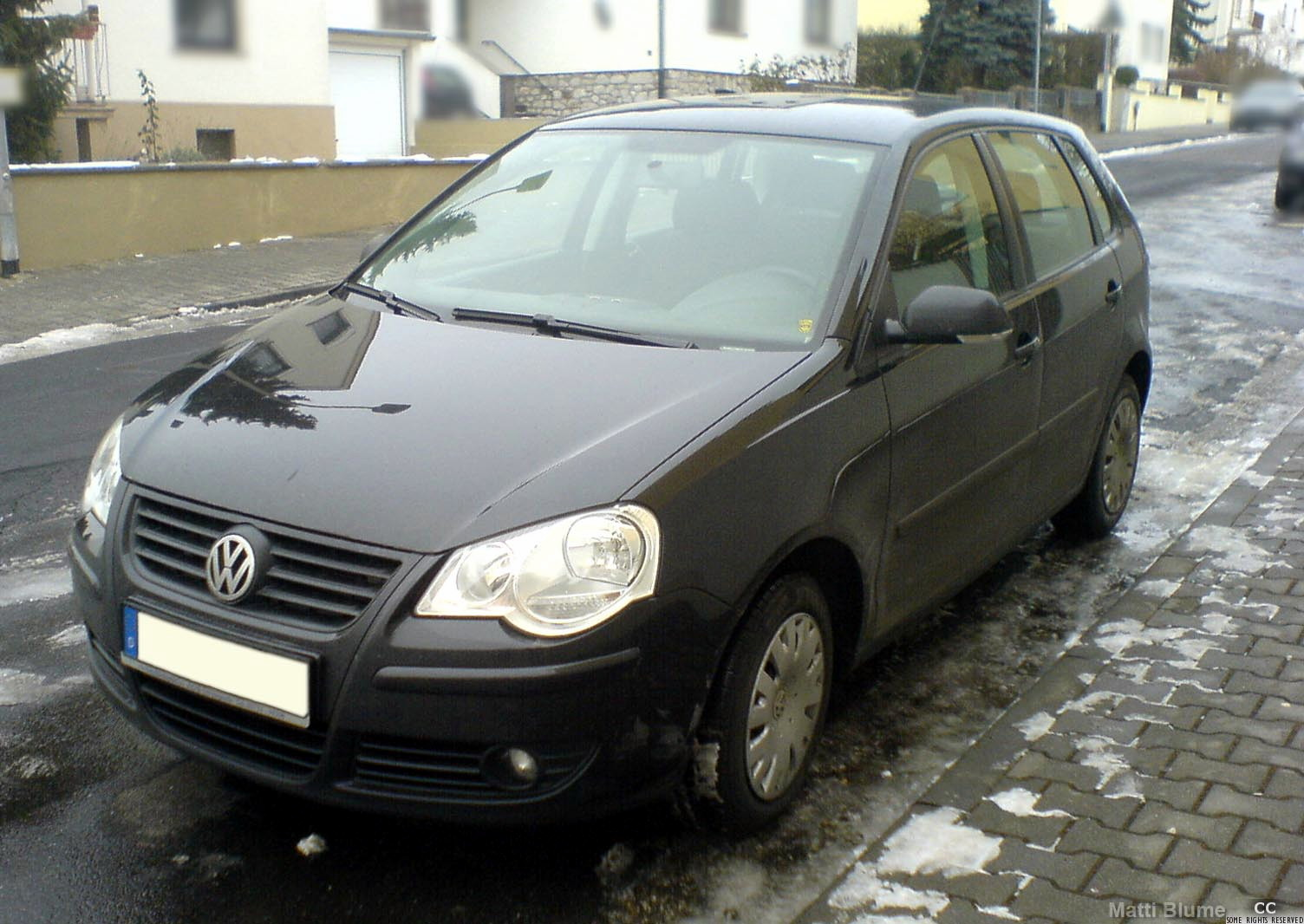
Polo IV restylée (9N3), 2005 - 2009.
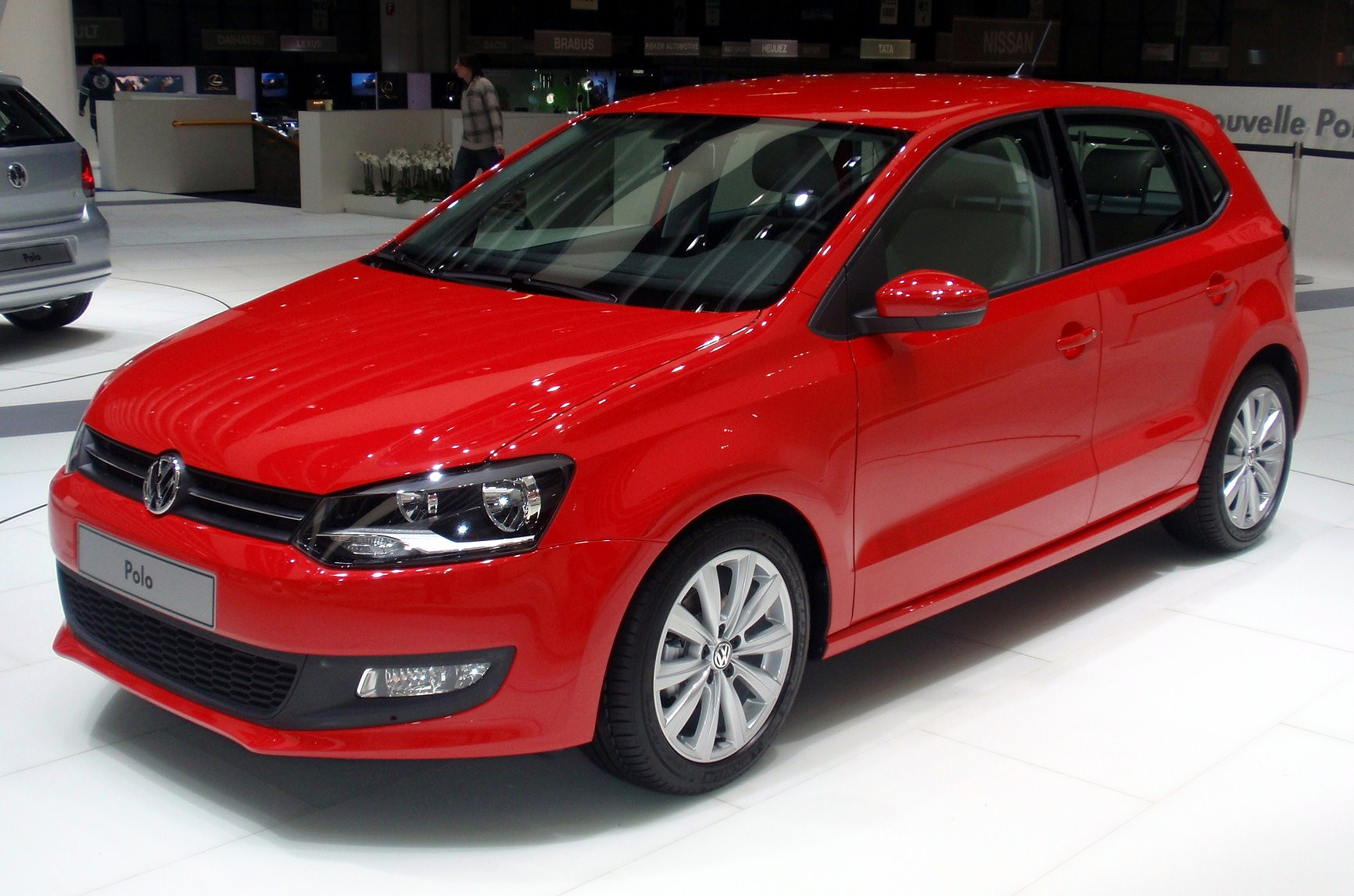
Polo V (6R), 2009 - 2017
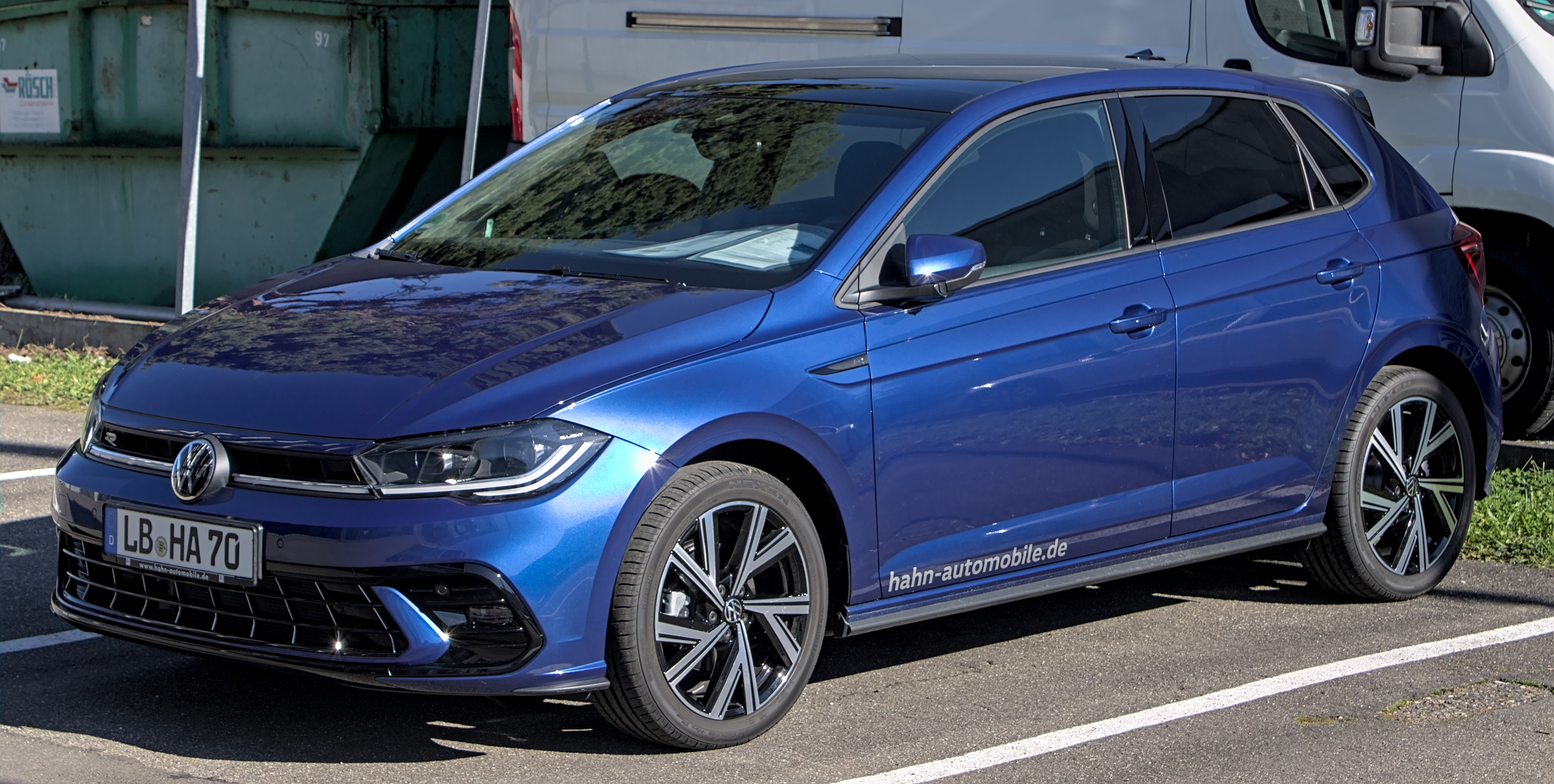
Volkswagen Polo VI (2017-)